# Distichophyllum krausei
Distichophyllum krausei là một loài Rêu trong họ Hookeriaceae. Loài này được (Lorentz) Mitt. mô tả khoa học đầu tiên năm 1885.